# Ли Индже
Ли Индже (кор. 이인제; род. 11 декабря 1948, Нонсан) — юрист, политик и государственный служащий Республики Корея.

## Биография
Ли Индже родился 11 декабря 1948 года в городе Нонсан провинции Чхунчхон-Намдо в семье бедных крестьян. Окончил Сеульский национальный университет в 1972 году. 
В 1988 году начал заниматься политикой: был избран одним из депутатов Национального собрания Республики Корея. 
Стал первым министром труда в администрации президента Ким Ёнсама в 1993 году, с 1995 по 1997 год был губернатором провинции Кёнгидо.
В 1997 году потерпел поражение от Ли Хвечхана на президентских выборах, баллотируясь от партии «Новая Корея». После этого оставил эту партию, сформировав новую Народную партию, от которой впоследствии вновь баллотировался на пост президента, но безуспешно. 
В 2002 году был одним из ведущих кандидатов в президенты от Демократической партии нового тысячелетия, но покинул партию после поражения на выборах от Но Мухёна. 
В 2007 году снова выдвинулся кандидатом в президенты, но вновь безуспешно. С тех пор продолжал свою политическую деятельность. 
В июле 2014 года был избран одним из членов Верховного Совета правящей партии «Сэнури».